# Embalse de San Ponç

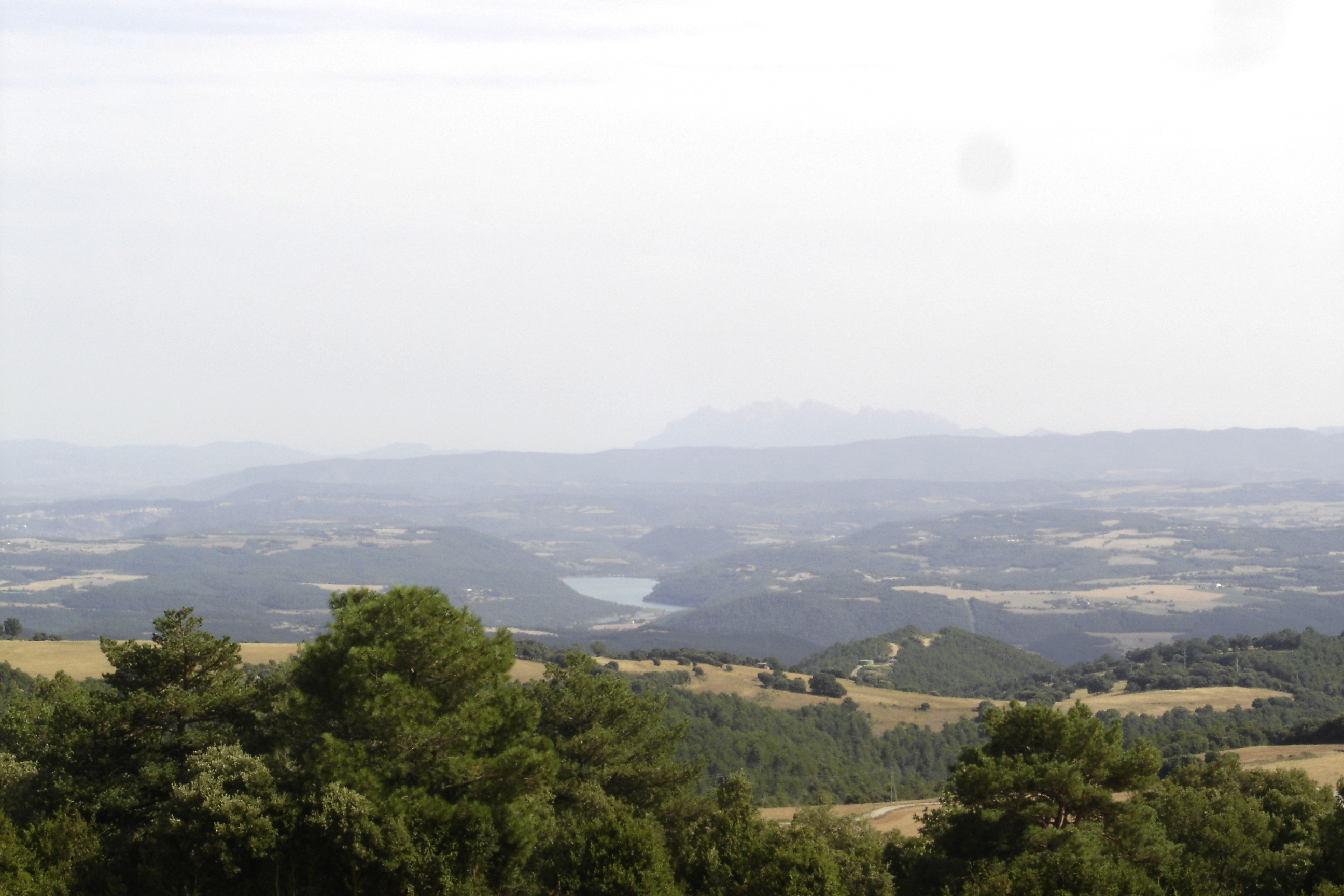
Vista panorámica del embalse, con Montserrat al fondo.

El pantano de San Pons (en catalán Embassament de Sant Ponç) fue construido entre los años 1949 a 1957. 
Está situado en el valle medio del río Cardener, en la comarca del Solsonés, al límite con el Bages, en la provincia de Lérida, Cataluña. Forma parte del conjunto de embalses de la cuenca del río Llobregat.
Se ha aprovechado la depresión formada por el Cardener en el lugar de la ermita de San Ponç (Clariana de Cardener) para la construcción del pantano encima de plataformas estructurales profundamente entalladas por los cursos del agua. Se halla enclavado en un precioso paraje de pineda con una excelente panorámica al norte de la sierra del Cadí.
Con los 60 metros de altura de la presa, tiene una capacidad de 24 hm³ y la superficie total del embalse es de 144 ha.
Se trata de una infraestructura aprovechada para la producción de energía eléctrica y reserva de agua para las poblaciones de las cuencas del Cardener y Llobregat. En él se practican deportes acuáticos.

## Corrientes fluviales tributarias del embalse

### Por la derecha
- La riera de Llissó (en el municipio de Olíus)
- La zanja Perpètua (en el municipio de Clariana de Cardener)

### Por la izquierda
- El torrente del Alguer (en el municipio de Olíus)
- La zanja de Cal Cases (en el municipio de Clariana de Cardener)
- La zanja de Golorons (en el municipio de Clariana de Cardener)
- El torrente de Albereda (en el municipio de Navés)
- El barranco del Reguer (en el municipio de Navés)